# Gladiolus elliotii
Gladiolus elliotii är en irisväxtart som beskrevs av John Gilbert Baker. Gladiolus elliotii ingår i släktet sabelliljor, och familjen irisväxter. Inga underarter finns listade i Catalogue of Life.